# Гудвин, Джордан
Джордан Гудвин (англ. Jordan Goodwin; род. 23 октября 1998, Сентервилл, Иллинойс) — американский баскетболист клуба НБА «Лос-Анджелес Лейкерс».

## Карьера в школе
Гудвин посещал католическую школу Альхофф в Белвилле, штат Иллинойс. Будучи учащимся третьего курса, он в среднем набирал 19 очков, делал 9 подборов и 3,2 результативных передач, что привело его команду к результату 32–2 и титулу штата в классе 3A. 24 января 2017 года Гудвин набрал 26 очков и сделал 10 подборов в победной игре против средней школы Маунт Вернон (74:64), обойдя Кевина Лиша и став лучшим бомбардиром школы за всю историю. После игры он перенёс операцию на частично разорванной верхней губе левого плеча, которая периодически беспокоила его в течение двух лет. Гудвин играл за «Сент-Луис Иглз» в Любительском спортивном союзе и добился успеха в юношеской лиге Nike Elite. Получив всеобщее признание как четырёхзвёздочный новобранец, он решил играть в студенческий баскетбол за «Сент-Луис», отклонив предложения от «Алабамы», «Батлера», Крейтона, «Иллинойса», «Миссури» и «Нортвестерна». Гудвин играл в футбол за Альтофф в качестве тайт-энда и ресивера, помогая своей команде занять второе место в классе 4A, будучи студентом второго курса, и получил предложения футбольной стипендии от «Айовы» и «Нью-Мексико».

## Карьера в колледже
13 января 2018 года Гудвин записал на свой счет первый трипл-дабл в истории «Сент-Луиса», набрав 13 очков, 15 подборов и 10 передач в победной игре против «Дюкейна» (76:63). 10 февраля он набрал рекордные в карьере 28 очков и 9 подборов в победном матче против Ла Салля (70:62). Гудвин был отстранен на оставшуюся часть своего первого сезона за нарушение политики университета после того, как он был одним из четырёх игроков, обвиненных в сексуальном насилии, хотя никаких обвинений не было предъявлено, и позже он был оправдан. Будучи новичком, он в среднем набирал 11,5 очков, 7,5 подборов и 4 передачи за игру. Во втором сезоне Гудвин в среднем набирал 10,5 очков, 7,5 подборов и 3,4 передачи за игру. Он записал на свой счет 66 перехватов, пятый результат за сезон в истории школы.
Он взял на себя ведущую роль в третьем сезоне, описывая себя как играющего тренера. 19 декабря 2019 года Гудвин сделал рекордные в своей карьере 19 подборов, набрав 14 очков и отдав 4 результативные передачи в победной игре против «Южного Иллинойса» (69:60). В своём третьем сезоне он в среднем набирал 15,5 очков, 10,4 подборов, 3,1 результативных передач и 2,1 перехвата за игру, заработав место в первой сборной конференции Atlantic 10 и оборонительной сборной конференции. Гудвин лидировал среди всех защитников первого дивизиона NCAA по дабл-даблам (15), и был единственным игроком дивизиона I ростом ниже 1,91 м, вошедшим в сотню лучших в стране по подборам. Гудвин подал заявку на участие на драфте НБА 2020 года, но затем снял свою кандидатуру и решил вернуться в «Сент-Луис». Будучи выпускником, он набирал в среднем 14,5 очков, 10,1 подборов, 3,9 передач и 2 перехвата за игру. Гудвин вновь был включён в первую сборную конференции и оборонительную сборную конференции после того, как побил рекорд «Сент-Луиса» по перехватам.

## Профессиональная карьера

### «Вашингтон Уизардс»/«Кэпитал-Сити Гоу-Гоу» (2021—2023)
После того, как Гудвин не был выбран на драфте НБА 2021 года, он присоединился к «Вашингтон Уизардс» для участия в Летней лиге НБА. 21 сентября 2021 года он подписал контракт с «Уизардс». Гудвин был отчислен 16 октября. Тогда он присоединился к фарм-клубу «Кэпитал-Сити Гоу-Гоу». Он набирал в среднем 15,8 очков, 5,9 подборов и 3,6 передач за игру.
27 декабря 2021 года «Вашингтон Уизардс» подписал с Гудвином десятидневный контракт. Он сыграл за «Уизардс» только 28 и 30 декабря, но больше не играл. После истечения срока его контракта он вернулся в «Кэпитал-Сити».
Гудвин присоединился к «Уизардс» в межсезонье 2022 года для прохождения тренировочного лагеря, а 15 октября 2022 года его контракт был преобразован в двусторонний. 24 февраля 2023 года «Уизардс» подписали с ним многолетний контракт.

### «Финикс Санз» (2023—2024)
24 июня 2023 года «Уизардс» обменяли Гудвина вместе с Айзеей Тоддом и Брэдли Билом в «Финикс Санз» в обмен на пакет, который включал четыре обмена выборами в первом раунде драфта, шесть выборов во втором раунде, Лэндри Шамета и Криса Пола.
8 февраля 2024 года Гудвин был отдан в «Бруклин Нетс» в ходе трёхсторонней сделки с участием «Мемфис Гриззлис», но на следующий день его контракт был отменён.

### «Мемфис Гриззлис»/«Мемфис Хастл» (2024)
13 февраля 2024 года Гудвин подписал 10-дневный контракт с «Мемфис Гриззлис», а 24 февраля он подписал двусторонний контракт с «Гриззлис».

### «Лос-Анджелес Лейкерс»/«Саут-Бей Лейкерс» (2024—н.в.)
6 сентября 2024 года Гудвин подписал контракт с «Лос-Анджелес Лейкерс», но 18 октября его контракт был расторгнут. 26 октября он присоединился к «Саут-Бей Лейкерс». 7 февраля 2025 года Гудвин подписал двусторонний контракт с «Лейкерс».

## Статистика

### Статистика в НБА
| Сезон                                                                                    | Команда   | Регулярный сезон | Регулярный сезон | Регулярный сезон | Регулярный сезон | Регулярный сезон | Регулярный сезон | Регулярный сезон | Регулярный сезон | Регулярный сезон | Регулярный сезон | Регулярный сезон | Серия плей-офф | Серия плей-офф | Серия плей-офф | Серия плей-офф | Серия плей-офф | Серия плей-офф | Серия плей-офф | Серия плей-офф | Серия плей-офф | Серия плей-офф | Серия плей-офф |
| Сезон                                                                                    | Команда   | GP               | GS               | MPG              | FG%              | 3P%              | FT%              | RPG              | APG              | SPG              | BPG              | PPG              | GP             | GS             | MPG            | FG%            | 3P%            | FT%            | RPG            | APG            | SPG            | BPG            | PPG            |
| ---------------------------------------------------------------------------------------- | --------- | ---------------- | ---------------- | ---------------- | ---------------- | ---------------- | ---------------- | ---------------- | ---------------- | ---------------- | ---------------- | ---------------- | -------------- | -------------- | -------------- | -------------- | -------------- | -------------- | -------------- | -------------- | -------------- | -------------- | -------------- |
| 2021/22                                                                                  | Вашингтон | 2                | 0                | 3,0              | 0,0              | 0,0              | -                | 0,5              | 0,0              | 0,0              | 0,0              | 0,0              | Не участвовал  | Не участвовал  | Не участвовал  | Не участвовал  | Не участвовал  | Не участвовал  | Не участвовал  | Не участвовал  | Не участвовал  | Не участвовал  | Не участвовал  |
| 2022/23                                                                                  | Вашингтон | 62               | 7                | 17,8             | 44,8             | 32,2             | 76,8             | 3,3              | 2,7              | 0,9              | 0,4              | 6,6              | Не участвовал  | Не участвовал  | Не участвовал  | Не участвовал  | Не участвовал  | Не участвовал  | Не участвовал  | Не участвовал  | Не участвовал  | Не участвовал  | Не участвовал  |
| 2023/24                                                                                  | Финикс    | 40               | 0                | 14,0             | 38,9             | 28,8             | 86,2             | 2,9              | 2,0              | 0,6              | 0,2              | 5,0              | Не участвовал  | Не участвовал  | Не участвовал  | Не участвовал  | Не участвовал  | Не участвовал  | Не участвовал  | Не участвовал  | Не участвовал  | Не участвовал  | Не участвовал  |
| 2023/24                                                                                  | Мемфис    | 17               | 12               | 29,3             | 34,9             | 31,1             | 63,3             | 8,0              | 4,5              | 1,5              | 0,5              | 10,0             | Не участвовал  | Не участвовал  | Не участвовал  | Не участвовал  | Не участвовал  | Не участвовал  | Не участвовал  | Не участвовал  | Не участвовал  | Не участвовал  | Не участвовал  |
| 2024/25                                                                                  | Лейкерс   | 29               | 5                | 18,7             | 43,8             | 38,2             | 81,8             | 3,9              | 1,4              | 1,0              | 0,4              | 5,6              | 4              | 0              | 7,8            | 20,0           | 0,0            | 50,0           | 1,3            | 0,5            | 0,3            | 0,3            | 0,8            |
|                                                                                          | Всего     | 150              | 24               | 18,1             | 41,0             | 32,3             | 76,3             | 3,8              | 2,4              | 0,9              | 0,4              | 6,2              | 4              | 0              | 7,8            | 20,0           | 0,0            | 50,0           | 1,3            | 0,5            | 0,3            | 0,3            | 0,8            |
| Наведите курсор мыши на аббревиатуры в заголовке таблицы, чтобы прочесть их расшифровку. |           |                  |                  |                  |                  |                  |                  |                  |                  |                  |                  |                  |                |                |                |                |                |                |                |                |                |                |                |

### Статистика в NCAA
| Сезон | Команда   | Conf        | Class | GP  | GS  | MPG  | FG%  | 3P%  | FT%  | RPG  | APG | SPG | BPG | PPG  |
| --- | --------- | ----------- | ----- | --- | --- | ---- | ---- | ---- | ---- | ---- | --- | --- | --- | ---- |
| 2017/18 | Сент-Луис | Atlantic 10 | FR    | 26  | 26  | 33,4 | 37,2 | 23,5 | 69,1 | 7,5  | 4,0 | 2,0 | 0,6 | 11,5 |
| 2018/19 | Сент-Луис | Atlantic 10 | SO    | 36  | 35  | 34,2 | 40,3 | 26,3 | 51,1 | 7,5  | 3,4 | 1,8 | 0,3 | 10,5 |
| 2029/20 | Сент-Луис | Atlantic 10 | JR    | 31  | 31  | 35,9 | 47,3 | 28,2 | 53,8 | 10,4 | 3,1 | 2,1 | 0,2 | 15,5 |
| 2020/21 | Сент-Луис | Atlantic 10 | SR    | 21  | 21  | 33,1 | 43,0 | 31,4 | 64,3 | 10,1 | 3,9 | 2,0 | 0,2 | 14,5 |
| Всего | Всего     | Всего       | Всего | 114 | 113 | 34,3 | 42,3 | 27,1 | 58,0 | 8,8  | 3,5 | 2,0 | 0,3 | 12,8 |
| Наведите курсор мыши на аббревиатуры в заголовке таблицы, чтобы прочесть их расшифровку Статистика приведена с сайта sports-reference.com |           |             |       |     |     |      |      |      |      |      |     |     |     |      |